# Peperomia mexicana
Peperomia mexicana là một loài thực vật có hoa trong họ Hồ tiêu. Loài này được (Miq.) Miq. miêu tả khoa học đầu tiên năm 1843.